# ハートビルの戦い
ハートビルの戦い（ハートビルのたたかい、英: Battle of Hartville）は、南北戦争の1863年1月9日から11日、ミズーリ州ライト郡で、南軍ジョン・マーマデューク准将によるミズーリ州への第一次遠征の一部として起きた戦闘である。

## 背景
1863年1月初旬、マーマデュークの指揮する南軍襲撃隊がミズーリ州に入った。この動きは二手に分かれていた。マーマデュークの本隊は1月8日にスプリングフィールドで北軍と衝突し、北軍の陣地を攻略できずに終わった。もう1隊はジョセフ・C・ポーター大佐が指揮するミズーリ騎兵旅団であり、アーカンソー州ポカホンタスを出てミズーリ州ハートビル周辺の北軍基地に向かった。ポーター隊が1月9日にハートビルに接近すると、前方偵察のために分遣隊を派遣した。その分遣隊は民兵の小守備隊を捕獲することに成功した。同日、ポーターはミズーリ州マーシュフィールドの方向に移動した。1月10日、ポーター隊の一部が地域にある北軍の施設を襲撃し、その後にマーシュフィールドの東にいたマーマデュークの部隊と接触した。マーマデュークは北軍が自隊を包囲するために接近しているという報告を受け、戦闘に備えた。
1月10日、北軍サミュエル・メリル大佐が、ミズーリ州ヒューストンからの救援部隊を指揮して接近していた。その日の朝にハートビルに到着し、小守備隊が既に降伏していたことが分かり、スプリングフィールドに向かった。その部隊はガスコネイド川のウッド支流沿いで宿営した。1月11日早朝、接近してきたポーター指揮下の南軍がメリル隊のスカウトに接触し、小競り合いが始まった。

## 戦闘
マーマデュークは幾つかの敵部隊に圧力を掛けられると考えたので、ポーターとジョセフ・オービル・シェルビー大佐の部隊を、ハートビルへ向かう別の道路へ向かわせた。一方、この動きを見てメリルはその部隊を直接ハートビルに向かわせ、郡庁舎の西にあり遮蔽のある高台で強固な防御陣地を布かせた。シェルビーとポーターの部隊はメリルの部隊を追い落とそうとしたが、そこはあまりに強固な陣地になっていた。4時間の間に南軍が何度か突撃を繰り返したが、そのたびに撃退された。最終的にメリルの方がその部隊の大半を引かせたが。ダンラップ中佐が指揮する部隊の3分の1には命令が届かず、夜になるまで戦場を守り続けた。

## 戦闘の後
夜が近づくに従い、両軍とも敵部隊が戦場から退くのを見守っており、その結果両軍が勝利を主張した。実際の結果は複雑だった。北軍指揮層の観点からは、マーマデューク隊に大きな損失を与えて撃退したが、北軍も戦場からの撤退を強いられた。南軍の観点からすれば、マーマデュークはその軍を統合して、撤退の経路を確保した。町では野戦病院を設置し、短期間戦場を支配したと主張できた。しかし、アーカンソー州への急な撤退を強いられ、冬季宿営地まで大変な行程があった。さらに正面攻撃を掛けたことで、旅団長のジョセフ・C・ポーター大佐、エメット・マクドナルド大佐、ジョン・ワイマー中佐、ジョージ・R・カートリー少佐など上級士官数人を戦死あるいは致命傷を負わせてしまった。
この襲撃自体はこの地域の北軍に大きな混乱を生じさせており、多くの小さな前進基地が侵略、破壊、あるいは放棄された。もう一つの大きな目標だったスプリングフィールドの補給所は北軍が保持した。襲撃隊が逃亡に成功したことは、ミズーリ州の北軍が速い動きの遠征に弱いことを示していた。

## 対戦した部隊
北軍:  サミュエル・メリル大佐
- 第99イリノイ歩兵連隊 - レミュエル・パーク中佐
- 第21アイオワ歩兵連隊 - C・W・ダンラップ中佐（負傷）
- 第3アイオワ騎兵隊（分遣隊） - ジョージ・ダフィールド少佐
- 第3ミズーリ騎兵隊（分遣隊） - トマス・G・ブラック大尉
- 第2ミズーリ砲兵隊、L大隊（部分） - ウィリアム・ウォルトシュミット中尉

南軍: ジョン・マーマデューク准将
シェルビー旅団 - ジョセフ・オービル・シェルビー大佐
- 第1ミズーリ騎兵隊 - B・F・ゴードン中佐 - Maj. ジョージ・R・カートリー少佐（戦死）
- 第2ミズーリ騎兵隊 - C・A・ギルキー中佐
- 第3ミズーリ騎兵隊 - ギデオン・W・トンプソン大佐
- 第1ミズーリ騎兵大隊 - ベン・エリオット少佐
- クァントリルのパルティザン・レンジャーズ - ウィリアム・H・グレッグ中尉

ポーター旅団 - ジョセフ・C・ポーター大佐（致命傷）
- バーブリッジズ連隊 - ジョン・M・ワイマー中佐（戦死）
- グリーン連隊 - L・C・キャンベル中佐
- ジェファーズ連隊 - ウィリアム・M・ジェファーズ大佐

旅団外
- マクドナルドのミズーリ連隊 - エメット・マクドナルド大佐（戦死）

砲兵
- ブラウン大尉のアーカンソー大隊 - ルイス・T・ブラウン大尉
- コリンズ中尉のブレッドソー大隊（部分、後にコリンズ大隊） - リチャード・A・コリンズ中尉

上記の情報は、特記されているもの以外、フレデリック・ゴーマンの資料に基づいている。